# Offene Adoption
Offene Adoption ist eine Form der Adoption, bei der die leiblichen und die Adoptiveltern in unterschiedlichem Maße Zugang zu persönlichen Informationen voneinander haben.

## Offene Adoption
Bei offenen Adoptionen kommt es manchmal bereits vor, oft aber erst nach der Geburt des Kindes zu einem Gesprächskontakt zwischen den abgebenden und den aufnehmenden Eltern. Je nachdem wie dieser erste Kontakt verläuft, ergeben sich daraus manchmal dauerhafte Treffen zwischen den verschiedenen Eltern und dem Kind. Für die leiblichen Eltern ist der Kontakt zum Kind eine Möglichkeit, sich von der weiteren Entwicklung des Kindes ein eigenes Bild zu machen. Für die Adoptiveltern ist der persönliche Kontakt zu den leiblichen Eltern eine Möglichkeit, ein realistisches Bild von der Persönlichkeit der abgebenden Eltern zu erhalten und dieses Bild dem Kind weiterzuvermitteln, wenn die Kontakte zwischen den Eltern nicht solange anhalten, bis sich das Kind eine eigene Meinung über seine Herkunftseltern bilden kann. Welche Auswirkungen die verschiedenen Formen der offenen Adoption auf die Kinder haben, ist bislang nicht untersucht.

## Geschichte
Bis zum 20. Jahrhundert waren die meisten Adoptionen in den Vereinigten Staaten offen. Bis zu in die 1930er Jahre waren die meisten leiblichen und Adoptiveltern wenigstens während des Adoptionsprozesses in Kontakt.
Adoptionen wurden geschlossen, wenn die Gesellschaft Druck auszuüben begann, um den Mythos der natürlich entstandenen Familie zu schonen. Ein Forscher nannte die Familien, die alles getan haben um das Kind mit den Adoptivfamilien physikalisch zusammenzupassen, „als ob“-Familien. Offene Adoption verbreiteten sich langsam mehr, da die Forschung aus den 1970er Jahren zeigte, dass diese Form besser für die Kinder ist. 1975 änderte sich der Trend und bis in die frühen 1990er Jahre wurden offene Adoptionen von den meisten amerikanischen Adoptions Agenturen angeboten. Besonders in den späten 80er und den frühen 90er Jahren hat sich die Entwicklung beschleunigt –  nach einer Studie ermöglichten zwischen 1987 und 1989 ein Drittel der befragten Agenturen alternativ offene Adoptionen. Bis 1993 boten 76 % der befragten Agenturen offene Adoptionen an.
Bis in die 80er Jahre veränderte sich die Situation bedeutend, und die überwiegende Mehrheit unverheirateter Müttern behielt ihre Kinder. Seit den frühen 90er Jahren ermöglichten die meisten Adoptionsvermittler teilweise oder ganz offene Adoptionen.
Am Beginn des Adoptionsprozesses überprüft die natürliche Mutter dutzende von Briefen potenzieller Adoptiveltern. Die Mehrheit der Staaten erlauben völlige Offenheit nicht nur bezüglich der Identität, sondern auch bezüglich persönlicher Information über einander.
Wenn die natürliche Mutter den Kreis der potenziellen Adoptiveltern auf einige eingegrenzt hat, lernen sie einander persönlich kennen. Viele natürliche Mütter haben mehr Kontakt mit den Adoptiveltern nach einem ersten Treffen vor der Geburt. Wenn sie nah genug zueinander leben, laden natürliche Mütter die Adoptivmütter oft zu Terminen bei Ärzten ein.
Obwohl Offenheit vor der Geburt alltäglich wird, gibt es verschiedene Möglichkeiten nach der Geburt, bzw. nach Abschluss der Adoption. Es ist üblich, der natürlichen Mutter jedes Jahr Photos des Kindes und der neuen Familie zu schicken und kurze geschriebene Aktualisierungen beizufügen. Diese Bilder und Updates werden oft mehr als einmal jährlich gesendet, auch an Geburtstagen des Kindes oder anderen bedeutenden Ereignissen. Manchmal übermittelt ein Vermittler diese Updates, manchmal wird das direkt erledigt.

## Halboffene Adoption
Bei der so genannten halboffenen Adoption kann der Kontakt zwischen leiblichen Eltern und Kind mittels Briefen und Fotos über das Jugendamt oder die vermittelnde Agentur aufrechterhalten werden. Auch können sich abgebende Eltern und Adoptiveltern kennenlernen. Dies geschieht meist an einem neutralen Ort, so in der Adoptionsstelle oder dem Jugendamt.